# Yanina González
Yanina Alicia González Jorgge (Asunción, 6 dicembre 1979) è una modella paraguaiana, vincitrice del concorso Miss Universo Paraguay nel 2004.
In seguito, ha rappresentato il Paraguay a Miss Universo 2004, a Quito il 1º giugno, ed a Miss Terra 2004 a Quezon City il 24 ottobre.
In entrambi i concorsi si classificata al quarto posto, ed in entrambi i casi ha piazzato il miglior risultato del Paraguay nella storia di entrambi i concorsi.